# ادوایس
اَدوایس (به انگلیسی: ADVISE) کوته‌نوشت واژه‌های Analysis: واکاوای، Dissemination: پراکندگی، Visualization: نمایانگری، Insight: بینش، و Semantic Enhancement: بالابردن معنا است. ادوایس نمونه کار برنامه پژوهش و توسعه است که برای برآورد و آزمایش آسیب‌پذیری و تهدید وزارت امنیت میهن ایالات متحده آمریکا توسعه داده شده است. گزارش شده که ادوایس در حال توسعه یک سامانه داده‌کاوی گسترده است که داده همه مردم ایالات متحده آمریکا را گردآوری و واکاوای می‌کند تا "تهدید احتمالی" بودن آنان را بررسی کند. داده می‌تواند هر چیزی از پیشینه مالی، تماس تلفنی، ایمیل، وبلاگ‌نویسی، جستجوی اینترنتی، و هر گونه اطلاعات الکترونیکی دیگر باشد که به سامانه رایانه‌ای وارد می‌شود. سپس این اطلاعات، واکاوی شده و برای نظارت بر تهدیدهای اجتماعی مانند برپایی تجمع، تروریسم، سازمان‌دهی سیاسی، یا بزه استفاده شوند.
ادوایس توانایی نگهداری یک کوآدریلیون (۱۰۱۵) داده موجود را خواهد داشت.
آرمانی اصلی و بیشینه تکمیل برنامه، شناخته شده نیست. در بودجه ۲۰۰۴-۲۰۰۶ برنامه برآورد و آزمایش آسیب‌پذیری و تهدید وزارت امنیت میهن ایالات متحده آمریکا ۴۷ میلیون دلار آمریکا به ادوایس داده شده بود.
در سپتامبر ۲۰۰۷ این برنامه رسماً از کار افتاد. زیرا بازرس ارشد داخلی وزارت امنیت، دریافت که نمونه اولیه آن بدون حفظ حریم شخصی، بر روی داده مردم واقعی کار می‌کرده است.